# Gmina Nowiny
Die Gmina Nowiny ist eine Landgemeinde im Powiat Kielecki der Woiwodschaft Heiligkreuz in Polen. Ihr Sitz ist das Dorf Nowiny mit etwa 2500 Einwohnern. Bis 31. Dezember 2020 hieß sie Gmina Sitkówka-Nowiny.

## Gliederung
Zur Landgemeinde (gmina wiejska) Sitkówka-Nowiny gehören folgende Ortschaften:
Bolechowice
Kowala Duża
Kowala Mała
Nowiny
Sitkówka
Słowik-Markowizna
Szewce
Trzcianki
Wola Murowana
Zagrody
Zawada
Zgórsko

## Verkehr
Der Bahnhof Sitkówka-Nowiny liegt am Abzweig der Güterstrecke Sitkówka-Nowiny–Busko-Zdrój von der Bahnstrecke Warszawa–Kraków.